# 13e étape du Tour d'Espagne 2004
Pour un article plus général, voir Tour d'Espagne 2004.
La 13e étape du Tour d'Espagne 2004 a eu lieu le 17 septembre 2004 entre la ville de El Ejido et celle de Malaga sur une distance de 172 km. Elle a été remportée par l'Italien Alessandro Petacchi (Fassa Bortolo) devant l'Allemand Erik Zabel (T-Mobile) et l'Espagnol Pedro Horrillo (Quick Step-Davitamon). Roberto Heras (Liberty Seguros) conserve le maillot de leader à l'issue de l'étape.

## Classement de l'étape
| \| Classement de l'étape \| Classement de l'étape \| Classement de l'étape \| Classement de l'étape \| Classement de l'étape \| \| Coureur \| Coureur \| Pays \| Équipe \| Temps \| \| --------------------- \| --------------------- \| --------------------- \| ---------------------------------- \| --------------------- \| \| 1er \| Alessandro Petacchi \| Italie \| Fassa Bortolo \| 4 h 01 min 55 s \| \| 2e \| Erik Zabel \| Allemagne \| T-Mobile \| + 0 s \| \| 3e \| Pedro Horrillo \| Espagne \| Quick Step-Davitamon \| + 0 s \| \| 4e \| Stuart O'Grady \| Australie \| Cofidis-Le Crédit par Téléphone \| + 0 s \| \| 5e \| Cristian Moreni \| Italie \| Alessio-Bianchi \| + 0 s \| \| 6e \| Erki Pütsep \| Estonie \| AG2R Prévoyance \| + 0 s \| \| 7e \| Eddy Mazzoleni \| Italie \| Saeco \| + 0 s \| \| 8e \| Guido Trenti \| Italie \| Fassa Bortolo \| + 0 s \| \| 9e \| Marco Zanotti \| Italie \| Vini Caldirola-Nobili Rubinetterie \| + 0 s \| \| 10e \| Antonio Cruz \| États-Unis \| US Postal Service-Berry Floor \| + 0 s \| |                     |            |                                    |                 |
| |                     |            |                                    |                 |
| |                     |            |                                    |                 |
| Classement de l'étape |                     |            |                                    |                 |
| Coureur | Coureur             | Pays       | Équipe                             | Temps           |
| 1er | Alessandro Petacchi | Italie     | Fassa Bortolo                      | 4 h 01 min 55 s |
| 2e | Erik Zabel          | Allemagne  | T-Mobile                           | + 0 s           |
| 3e | Pedro Horrillo      | Espagne    | Quick Step-Davitamon               | + 0 s           |
| 4e | Stuart O'Grady      | Australie  | Cofidis-Le Crédit par Téléphone    | + 0 s           |
| 5e | Cristian Moreni     | Italie     | Alessio-Bianchi                    | + 0 s           |
| 6e | Erki Pütsep         | Estonie    | AG2R Prévoyance                    | + 0 s           |
| 7e | Eddy Mazzoleni      | Italie     | Saeco                              | + 0 s           |
| 8e | Guido Trenti        | Italie     | Fassa Bortolo                      | + 0 s           |
| 9e | Marco Zanotti       | Italie     | Vini Caldirola-Nobili Rubinetterie | + 0 s           |
| 10e | Antonio Cruz        | États-Unis | US Postal Service-Berry Floor      | + 0 s           |

## Classement général
| \| Classement général \| Classement général \| Classement général \| Classement général \| Classement général \| \| Coureur \| Coureur \| Pays \| Équipe \| Temps \| \| ------------------ \| -------------------------- \| ------------------ \| ----------------------------- \| ------------------ \| \| 1er \| Roberto Heras \| Espagne \| Liberty Seguros \| 48 h 52 min 45 s \| \| 2e \| Francisco Mancebo \| Espagne \| Illes Balears-Banesto \| + 35 s \| \| 3e \| Alejandro Valverde \| Espagne \| Comunidad Valenciana-Kelme \| + 49 s \| \| 4e \| Isidro Nozal \| Espagne \| Liberty Seguros \| + 1 min 12 s \| \| 5e \| Floyd Landis \| États-Unis \| US Postal Service-Berry Floor \| + 2 min 19 s \| \| 6e \| Manuel Beltrán \| Espagne \| US Postal Service-Berry Floor \| + 2 min 40 s \| \| 7e \| Carlos Sastre \| Espagne \| CSC \| + 3 min 16 s \| \| 8e \| Santiago Pérez \| Espagne \| Phonak Hearing Systems \| + 4 min 22 s \| \| 9e \| José Ángel Gómez Marchante \| Espagne \| Costa de Almería-Paternina \| + 5 min 07 s \| \| 10e \| David Blanco \| Espagne \| Comunidad Valenciana-Kelme \| + 6 min 12 s \| |                            |            |                               |                  |
| |                            |            |                               |                  |
| |                            |            |                               |                  |
| Classement général |                            |            |                               |                  |
| Coureur | Coureur                    | Pays       | Équipe                        | Temps            |
| 1er | Roberto Heras              | Espagne    | Liberty Seguros               | 48 h 52 min 45 s |
| 2e | Francisco Mancebo          | Espagne    | Illes Balears-Banesto         | + 35 s           |
| 3e | Alejandro Valverde         | Espagne    | Comunidad Valenciana-Kelme    | + 49 s           |
| 4e | Isidro Nozal               | Espagne    | Liberty Seguros               | + 1 min 12 s     |
| 5e | Floyd Landis               | États-Unis | US Postal Service-Berry Floor | + 2 min 19 s     |
| 6e | Manuel Beltrán             | Espagne    | US Postal Service-Berry Floor | + 2 min 40 s     |
| 7e | Carlos Sastre              | Espagne    | CSC                           | + 3 min 16 s     |
| 8e | Santiago Pérez             | Espagne    | Phonak Hearing Systems        | + 4 min 22 s     |
| 9e | José Ángel Gómez Marchante | Espagne    | Costa de Almería-Paternina    | + 5 min 07 s     |
| 10e | David Blanco               | Espagne    | Comunidad Valenciana-Kelme    | + 6 min 12 s     |

## Classements annexes
| Classement par points | Classement par points | Classement par points | Classement par points           | Classement par points |
| Coureur               | Coureur               | Pays                  | Équipe                          | Points                |
| --------------------- | --------------------- | --------------------- | ------------------------------- | --------------------- |
| 1er                   | Erik Zabel            | Allemagne             | T-Mobile                        | 148 pts               |
| 2e                    | Stuart O'Grady        | Australie             | Cofidis-Le Crédit par Téléphone | 144 pts               |
| 3e                    | Alessandro Petacchi   | Italie                | Fassa Bortolo                   | 120 pts               |
| 4e                    | Alejandro Valverde    | Espagne               | Comunidad Valenciana-Kelme      | 86 pts                |
| 5e                    | Roberto Heras         | Espagne               | Liberty Seguros                 | 72 pts                |

| Classement par points | Classement par points | Classement par points | Classement par points           | Classement par points |
| Coureur               | Coureur               | Pays                  | Équipe                          | Points                |
| --------------------- | --------------------- | --------------------- | ------------------------------- | --------------------- |
| 1er                   | Erik Zabel            | Allemagne             | T-Mobile                        | 148 pts               |
| 2e                    | Stuart O'Grady        | Australie             | Cofidis-Le Crédit par Téléphone | 144 pts               |
| 3e                    | Alessandro Petacchi   | Italie                | Fassa Bortolo                   | 120 pts               |
| 4e                    | Alejandro Valverde    | Espagne               | Comunidad Valenciana-Kelme      | 86 pts                |
| 5e                    | Roberto Heras         | Espagne               | Liberty Seguros                 | 72 pts                |

| Classement de la montagne | Classement de la montagne | Classement de la montagne | Classement de la montagne  | Classement de la montagne |
| Coureur                   | Coureur                   | Pays                      | Équipe                     | Points                    |
| ------------------------- | ------------------------- | ------------------------- | -------------------------- | ------------------------- |
| 1er                       | Roberto Heras             | Espagne                   | Liberty Seguros            | 57 pts                    |
| 2e                        | Félix Cárdenas            | Colombie                  | Cafés Baqué                | 56 pts                    |
| 3e                        | Francisco Mancebo         | Espagne                   | Illes Balears-Banesto      | 53 pts                    |
| 4e                        | José Miguel Elías         | Espagne                   | Relax-Bodysol              | 48 pts                    |
| 5e                        | Eladio Jiménez            | Espagne                   | Comunidad Valenciana-Kelme | 39 pts                    |

| Classement de la montagne | Classement de la montagne | Classement de la montagne | Classement de la montagne  | Classement de la montagne |
| Coureur                   | Coureur                   | Pays                      | Équipe                     | Points                    |
| ------------------------- | ------------------------- | ------------------------- | -------------------------- | ------------------------- |
| 1er                       | Roberto Heras             | Espagne                   | Liberty Seguros            | 57 pts                    |
| 2e                        | Félix Cárdenas            | Colombie                  | Cafés Baqué                | 56 pts                    |
| 3e                        | Francisco Mancebo         | Espagne                   | Illes Balears-Banesto      | 53 pts                    |
| 4e                        | José Miguel Elías         | Espagne                   | Relax-Bodysol              | 48 pts                    |
| 5e                        | Eladio Jiménez            | Espagne                   | Comunidad Valenciana-Kelme | 39 pts                    |

| Classement du combiné | Classement du combiné | Classement du combiné | Classement du combiné         | Classement du combiné |
| Coureur               | Coureur               | Pays                  | Équipe                        | Points                |
| --------------------- | --------------------- | --------------------- | ----------------------------- | --------------------- |
| 1er                   | Roberto Heras         | Espagne               | Liberty Seguros               | 7 pts                 |
| 2e                    | Francisco Mancebo     | Espagne               | Illes Balears-Banesto         | 11 pts                |
| 3e                    | Alejandro Valverde    | Espagne               | Comunidad Valenciana-Kelme    | 17 pts                |
| 4e                    | Isidro Nozal          | Espagne               | Liberty Seguros               | 19 pts                |
| 5e                    | Floyd Landis          | États-Unis            | US Postal Service-Berry Floor | 43 pts                |

| Classement du combiné | Classement du combiné | Classement du combiné | Classement du combiné         | Classement du combiné |
| Coureur               | Coureur               | Pays                  | Équipe                        | Points                |
| --------------------- | --------------------- | --------------------- | ----------------------------- | --------------------- |
| 1er                   | Roberto Heras         | Espagne               | Liberty Seguros               | 7 pts                 |
| 2e                    | Francisco Mancebo     | Espagne               | Illes Balears-Banesto         | 11 pts                |
| 3e                    | Alejandro Valverde    | Espagne               | Comunidad Valenciana-Kelme    | 17 pts                |
| 4e                    | Isidro Nozal          | Espagne               | Liberty Seguros               | 19 pts                |
| 5e                    | Floyd Landis          | États-Unis            | US Postal Service-Berry Floor | 43 pts                |

| Classement par équipes | Classement par équipes        | Classement par équipes | Classement par équipes |
| Équipe                 | Équipe                        | Pays                   | Temps                  |
| ---------------------- | ----------------------------- | ---------------------- | ---------------------- |
| 1re                    | Comunidad Valenciana-Kelme    | Espagne                | 146 h 44 min 41 s      |
| 2e                     | Liberty Seguros               | Espagne                | + 5 min 43 s           |
| 3e                     | US Postal Service-Berry Floor | États-Unis             | + 13 min 05 s          |
| 4e                     | Illes Balears-Banesto         | Espagne                | + 19 min 40 s          |
| 5e                     | Costa de Almería-Paternina    | Espagne                | + 20 min 14 s          |

| Classement par équipes | Classement par équipes        | Classement par équipes | Classement par équipes |
| Équipe                 | Équipe                        | Pays                   | Temps                  |
| ---------------------- | ----------------------------- | ---------------------- | ---------------------- |
| 1re                    | Comunidad Valenciana-Kelme    | Espagne                | 146 h 44 min 41 s      |
| 2e                     | Liberty Seguros               | Espagne                | + 5 min 43 s           |
| 3e                     | US Postal Service-Berry Floor | États-Unis             | + 13 min 05 s          |
| 4e                     | Illes Balears-Banesto         | Espagne                | + 19 min 40 s          |
| 5e                     | Costa de Almería-Paternina    | Espagne                | + 20 min 14 s          |